# Ichiei Ishibumi
Ichiei Ishibumi (japanisch 石踏 一榮 Ishibumi Ichiei; * 1981) ist ein japanischer Light-Novel-Autor.

## Werdegang
Ichiei Ishibumi nahm 2005 an dem vom Verlag Fujimi Shobō veranstalteten 17. Wettbewerb zum Fantasia Chōhen Shōsetsu Taishō (dt. „Großer Fantasy-Roman-Preis“) teil mit dem dieser Nachwuchstalente suchte. Ishibumis Einsendung Denpachi gewann dabei den Sonderpreis der Jury, wodurch er vom Verlag unter Vertrag genommen wurde, der sein Debütwerk im Januar 2006 veröffentlichte. Sein zweiter Roman Slash/Dog erschien im August desselben Jahres. Dieser war zwar als Reihe angelegt, kam allerdings zunächst nicht über den ersten Band hinaus.
Seinen Durchbruch hatte er dann mit High School D×D das im September 2008 startete und zu einem Zyklus von bisher (Stand: Dezember 2016) 22 Bänden anwuchs, als auch als Manga- und Anime-Serie adaptiert wurde. Im späteren Verlauf der Handlung inkorporierte er den Protagonisten aus Slash/Dog als weitere Figur und es entstand zudem zwischen Juli 2014 bis März 2015 das Crossover Daten no Inugami – Slashdog auf Fujimi Shobōs Webroman-Site Fantasia Beyond.

## Werk
- Denpachi (電蜂 DENPACHI; Illustration: Satoru Yuiga), Januar 2006
- Slash/Dog (SLASH/DOG; Illustration: Daisuke Yokomizo), August 2006
  - Daten no Inugami – Slashdog (堕天の狗神 -SLASHDØG-; Illustration: Daisuke Yokomizo), Juli 2014–März 2015
- High School D×D (ハイスクールD×D; Illustration: Miyama-Zero), seit September 2008, bisher 25 Bände